# Giro d'Itàlia de 1970
El Giro d'Itàlia de 1970 fou la 53a edició del Giro d'Itàlia i es disputà entre el 18 de maig i el 9 de juny de 1970, amb un recorregut de 3.292 km distribuïts en 20 etapes, una d'elles contrarellotge individual. 130 ciclistes hi van prendre part, acabant-lo 97 d'ells. La sortida fou a San Pellegrino Terme i l'arribada a Bolzano.

## Història
En aquesta edició es va instaurar de manera definitiva la maglia ciclamino pel líder de la classificació per punts, en substitució de la de color vermell emprada fins aleshores.
Després de la desqualificació patida el 1969 per donar positiu en un control antidopatge per amfetamines, Merckx tornà al Giro com a vigent campió del Tour de França i favorit a la victòria final. L'altre gran candidat era l'italià Felice Gimondi, vencedor dels Giros de 1967 i 1969.
Fins a la disputa de la 7a etapa la condició d'Eddy Merckx era posada en dubte, i la gent es preguntava si havia anat al Giro a disputar-lo o a preparar el Tour. Aquests dubtes s'esvaïren en finalitzar aquella etapa, la primera en què va demostrar les seves veritables intencions, i en la qual es vestí de rosa. Dos dies després, en una contrarellotge individual de 56 quilòmetres, Merckx assestà el cop definitiu en distanciar a la resta de favorits en més de dos minuts. En aquesta edició l'organització del Giro havia decidit fer un final d'infart, amb tres etapes d'alta muntanya els tres darrers dies. Amb tot, no s'aconseguí l'efecte esperat, i entre els millors de la classificació general no hi hagué grans diferències. En la 18a etapa, amb final a la Marmolada, els set primers de l'etapa entraren en un minut, si bé a partir del 8è perderen tots més de set minuts. En la 19a i 20a etapa Gimondi i Merckx tornaren a entrar sense grans diferències, aconseguint d'aquesta manera el belga el seu segon Giro d'Itàlia.

## Equips participants
En aquesta edició del Giro hi van prendre part 13 equips formats per 10 ciclistes cadascun, per formar un pilot amb 130 corredors.
| Núm.  | Codi | Equip     |
| ----- | ---- | --------- |
| 1-10  | SAL  | Salvarani |
| 11-20 | COS  | Cosatto   |
| 21-30 | DRE  | Dreher    |
| 31-40 | FAE  | Faemino   |
| 41-50 | FER  | Ferretti  |
| 51-60 | FIL  | Filotex   |
| 61-70 | GBC  | G.B.C.    |

| Núm.    | Codi | Equip     |
| ------- | ---- | --------- |
| 71-80   | GER  | Germanvox |
| 81-90   | CAS  | La Casera |
| 91-100  | MAG  | Magniflex |
| 101-110 | MOL  | Molteni   |
| 111-120 | SAG  | Sagit     |
| 121-130 | SCI  | Scic      |

## Etapes
| Etapa | Data       | Recorregut                        |                           | Km  | Vencedor d'etapa        | Líder de la general  |
| ----- | ---------- | --------------------------------- | ------------------------- | --- | ----------------------- | -------------------- |
| 1ª    | 18 de maig | San Pellegrino Terme - Biandronno | Etapa plana               | 115 | Franco Bitossi (ITA)    | Franco Bitossi (ITA) |
| 2ª    | 19 de maig | Comerio - Saint-Vincent           | Etapa de mitja muntanya   | 164 | Eddy Merckx (BEL)       | Franco Bitossi (ITA) |
| 3ª    | 20 de maig | Saint-Vincent - Aosta             | Etapa de mitja muntanya   | 162 | Franco Bitossi (ITA)    | Franco Bitossi (ITA) |
| 4ª    | 21 de maig | Saint-Vincent - Lodi              | Etapa plana               | 205 | Marino Basso (ITA)      | Franco Bitossi (ITA) |
| 5ª    | 22 de maig | Lodi - Zingonia                   | Etapa plana               | 155 | Patrick Sercu (BEL)     | Franco Bitossi (ITA) |
| 6ª    | 23 de maig | Zingonia - Malcesine              | Etapa de muntanya         | 212 | Enrico Paolini (ITA)    | Franco Bitossi (ITA) |
| 7ª    | 24 de maig | Malcesine - Brentonico            | Etapa de muntanya         | 130 | Eddy Merckx (BEL)       | Eddy Merckx (BEL)    |
| 8ª    | 25 de maig | Rovereto - Bassano del Grappa     | Etapa de mitja muntanya   | 130 | Walter Godefroot (BEL)  | Eddy Merckx (BEL)    |
| 9ª    | 26 de maig | Bassano del Grappa - Treviso      | contrarellotge individual | 56  | Eddy Merckx (BEL)       | Eddy Merckx (BEL)    |
|       | 27 de maig | dia de descans                    |                           |     |                         |                      |
| 10ª   | 28 de maig | Terracina - Rivisondoli           | Etapa de mitja muntanya   | 172 | Italo Zilioli (ITA)     | Eddy Merckx (BEL)    |
| 11ª   | 29 de maig | Rivisondoli - Francavilla al Mare | Etapa de muntanya         | 180 | Michele Dancelli (ITA)  | Eddy Merckx (BEL)    |
| 12ª   | 30 de maig | Francavilla al Mare - Loreto      | Etapa plana               | 175 | Miguel María Lasa (ESP) | Eddy Merckx (BEL)    |
| 13ª   | 31 de maig | Loreto - Faenza                   | Etapa plana               | 188 | Michele Dancelli (ITA)  | Eddy Merckx (BEL)    |
| 14ª   | 1 de juny  | Faenza - Casciana Terme           | Etapa plana               | 218 | Michele Dancelli (ITA)  | Eddy Merckx (BEL)    |
| 15ª   | 2 de juny  | Casciana Terme - Mirandola        | Etapa plana               | 215 | Marino Basso (ITA)      | Eddy Merckx (BEL)    |
| 16ª   | 3 de juny  | Mirandola - Lido di Jesolo        | Etapa plana               | 195 | Dino Zandegù (ITA)      | Eddy Merckx (BEL)    |
| 17ª   | 4 de juny  | Lido di Jesolo - Arta Terme       | Etapa de mitja muntanya   | 165 | Franco Bitossi (ITA)    | Eddy Merckx (BEL)    |
| 18ª   | 5 de juny  | Arta Terme - Marmolada            | Etapa de muntanya         | 180 | Michele Dancelli (ITA)  | Eddy Merckx (BEL)    |
| 19ª   | 6 de juny  | Rocca Pietore - Dobbiaco          | Etapa de muntanya         | 120 | Franco Bitossi (ITA)    | Eddy Merckx (BEL)    |
| 20ª   | 7 de juny  | Dobbiaco - Bolzano                | Etapa de muntanya         | 155 | Luciano Armani (ITA)    | Eddy Merckx (BEL)    |

## Classificacions finals

### Classificació general
| Classificació General | Classificació General        | Classificació General | Classificació General |
| Pos.                  | Ciclista                     | Equip                 | Temps                 |
| --------------------- | ---------------------------- | --------------------- | --------------------- |
| 1                     | Eddy Merckx (BEL)            | Faemino               | 90h 08' 47"           |
| 2                     | Felice Gimondi (ITA)         | Salvarani             | + 3' 14"              |
| 3                     | Martin van den Bossche (BEL) | Molteni               | + 4' 59"              |
| 4                     | Michele Dancelli (ITA)       | Molteni               | + 7' 07"              |
| 5                     | Italo Zilioli (ITA)          | Faemino               | + 8' 14"              |
| 6                     | Gösta Pettersson (SWE)       | Ferretti              | + 9' 20"              |
| 7                     | Franco Bitossi (ITA)         | Filotex               | + 13' 10"             |
| 8                     | Miguel María Lasa (ESP)      | La Casera             | + 19' 25"             |
| 9                     | Ole Ritter (DEN)             | Germanvox             | + 21' 17"             |
| 10                    | Vittorio Adorni (ITA)        | Scic                  | + 21' 29"             |

|   | Ciclista                     | Equip   | Punts |
| - | ---------------------------- | ------- | ----- |
| 1 | Martin van den Bossche (BEL) | Molteni | 460   |
| 2 | Italo Zilioli (ITA)          | Faemino | 420   |
| 3 | Luciano Armani (ITA)         | Scic    | 300   |
| 4 | Eddy Merckx (BEL)            | Faemino | 210   |
| 5 | Michele Dancelli (ITA)       | Molteni | 190   |

|   | Ciclista                     | Equip     | Punts |
| - | ---------------------------- | --------- | ----- |
| 1 | Franco Bitossi (ITA)         | Filotex   | 252   |
| 2 | Michele Dancelli (ITA)       | Molteni   | 241   |
| 3 | Eddy Merckx (BEL)            | Faemino   | 193   |
| 4 | Martin van den Bossche (BEL) | Molteni   | 185   |
| 5 | Felice Gimondi (ITA)         | Salvarani | 112   |